# Leudelange
Leudelange (lb. Leideleng, niem. Leudelingen) − miejscowość i gmina (gemeng / commune / Gemeinde) w południowym Luksemburgu, w kantonie Esch-sur-Alzette. Do 3 października 2015 gmina leżała w dystrykcie Luksemburg. Siedziba administracyjna gminy znajduje się w miejscowości Leudelange. Liczy 2756 mieszkańców (1 stycznia 2023).

## Podział administracyjny
Do gminy należą cztery miejscowości, w tym jedna (Uertschaft) oraz trzy lieu-dit:
1. Leudelange (Leideleng / Leudelingen)
2. Leudelange-Barrière-Merl (Leideleng-Barrière-Märel), lieu-dit
3. Leudelange-Gare (Leidelenger Gare), lieu-dit
4. Schlewenhof (Schléiwenhaff), lieu-dit